# Queen & Slim
Queen & Slim är en amerikansk kriminaldramafilm från 2019. Filmen är regisserad av Melina Matsoukas, med manus skrivet av Lena Waithe.
Filmen har premiär i Sverige den 6 mars 2020, utgiven av Universal Pictures.

## Handling
På väg hem efter en misslyckad första tinderdejt i Ohio blir en svart man (Slim) och en svart kvinna (Queen) stoppade av polisen för en smärre trafikförseelse. I den efterföljande tumultartade situationen råkar Slim i självförsvar skjuta polismannen. I valet mellan att tillbringa resten av livet i fängelse och att fly väljer paret det andra alternativet.

## Rollista (i urval)
- Daniel Kaluuya – Slim
- Jodie Turner-Smith – Queen
- Bokeem Woodbine – Farbror Earl
- Chloë Sevigny – Fru Shepherd
- Flea – Johnny Shepherd
- Sturgill Simpson – Polis Reed